# Adinda lobata
Adinda lobata är en kräftdjursart som beskrevs av Ferrara, Meli och Stefano Taiti 1995. Adinda lobata ingår i släktet Adinda och familjen Scleropactidae. Inga underarter finns listade i Catalogue of Life.